# Dům čp. 43 (Kamenický Šenov)
Dům v Palackého ulici čp. 43 je dům se zděným přízemím a roubeným patrem v ulici Palackého (dříve Sonnebergerstrasse) v Kamenickém Šenově v okrese Česká Lípa v Libereckém kraji. Výjimečně dobře dochovaný měšťanský (městský) dům pochází z počátku 19. století a vyznačuje se nenarušenými klasicistními prvky a dekorativně pojatým bedněním roubeného patra.
Patrová budova vznikla v roce 1813, kdy ji nechal postavit obchodník se sklem Johann Anton Helzel. Postupně se v ní vystřídalo několik rodin a kdysi také unikla požáru sousední kůlny, který založil pyroman. Je památkově chráněna od 20. ledna 1965.

## Historie
Dům nechal postavit v roce 1813 obchodník se sklem Johann Anton Helzel a v roce 1835 se stal jeho majitelem jeho syn Carl Gottfried Helzel. Ten objekt přenechal své dceři Karolíně Helzelové, která se provdala za Emanuela Handschkea, jenž se stal v roce 1850 dalším majitelem domu. Jeho dcera Charlotte Handschkeová nemovitost zdědila v roce 1863, ale ve finanční tísni pak byla nucena dům prodat v roce 1887 Franzi Krausemu.
Po smrti Franze Krauseho přešlo vlastnictví objektu do rukou jeho vdovy Anny Krausové. Po jejím úmrtí byl dům prodán pasíři Josefu Horakovi a v roce 1915 pak přešla nemovitost do vlastnictví Marie Horakové. Během doby, kdy dům vlastnili členové rodiny Horaků, se uskutečnila nová výmalba vnějších (obvodových) zdí nemovitosti. Harry Palme ji v roce 1935 hodnotil jako velice zdařilou, a to nejspíše díky tomu, že v době výmalby v domě bydlel profesor Adolf Becker.
V roce 1923 se Horakovi přestěhovali do Práchně a nemovitost získal rafinér Karl Palme, který ji vlastnil (dle zápisků Harryho Palmeho) i v roce 1935.

## Popis
Popis některých detailů objektu ale hlavně pak vnitřní dispozice domu je poplatný roku 1935, kdy jej zachytil Harry Palme.
Památkově chráněný městský obytný dům si nechal postavit kamenickošenovský obchodník se sklem Johann Anton Helzel. Objekt dokončený v roce 1813 je obdélná patrová budova zastřešená mansardovou střechou krytou eternitem. (Původně byl objekt kryt břidlicí.) Na kamenné přízemí objektu navazuje dřevěné poschodí, jehož roubení je ze všech stran obloženo svislým prkenným bedněním se spárami překrytými lištami. Relativně široká prkna bednění jsou na některých stranách domu ozdobena na svých koncích vykrajováním, což je dobře patrné především na jihovýchodní štítové straně objektu. Na rozhraní přízemí a patra objektu se nachází okrasná římsa se šroubovicovým periodickým „nekonečným“ bílo-červeným vzorem táhnoucí se okolo celého domu. Tato okrasná mezipatrová římsa je opticky podepřena velkým množstvím pilastrů (ukončených na rozhraní přízemí a patra krásnými korintskými hlavicemi), které od sebe oddělují jednotlivá okna zděného přízemí. (Podle Palmeho se vždy mezi dvěma okny zděného přízemí nacházel poloviční pilastr korunovaný jemnou jónskou hlavicí.) Všechna čtyři nároží objektu jsou v přízemí ozdobena nárožními pilastry. Ty jsou realizovány masivním kvádrovým zdivem vetknutým do nároží domu. Na tyto rohové komponenty navazují vkusně zdobené dřevěné rohové pilastry v prvním poschodí zakončené těsně pod střechou ozdobnými hlavicemi.

### Boční (štítové) stěny a podélné průčelí
Obě štítové strany domu (jihovýchodní a severozápadní) měly každá po čtyřech okenních osách a byly v podkroví původně obloženy břidlicí, ale dnes (rok 2022) je obložení tvořeno eternitem. (Výjimku tvoří severozápadní štítová strana, která má nejspíše z pozdější doby přestavbou zřetelně nesymetricky zaslepenu 2. okenní osu zleva, a to jak ve zděném přízemí, tak i na úrovni dřevěného patra.)
Podélné průčelí objektu (rovnoběžné s osou Palackého ulice) disponuje šesti okenními osami. Ve 4. ose zleva se nachází honosně zdobený hlavní vchod do objektu. Obdélná okna v přízemí mají profilované parapetní římsy a jejich okenní rámy jsou po obvodě dekorovány štukovými pásy. Dvojice oken symetricky umístěných nejblíže u vchodových dveří byla původně chráněna krásnými železnými mřížemi. V roce 2022 bylo železnou mříží chráněno jen jedno z těchto oken, to umístěné napravo od vchodu. 

### Vchodová výzdoba

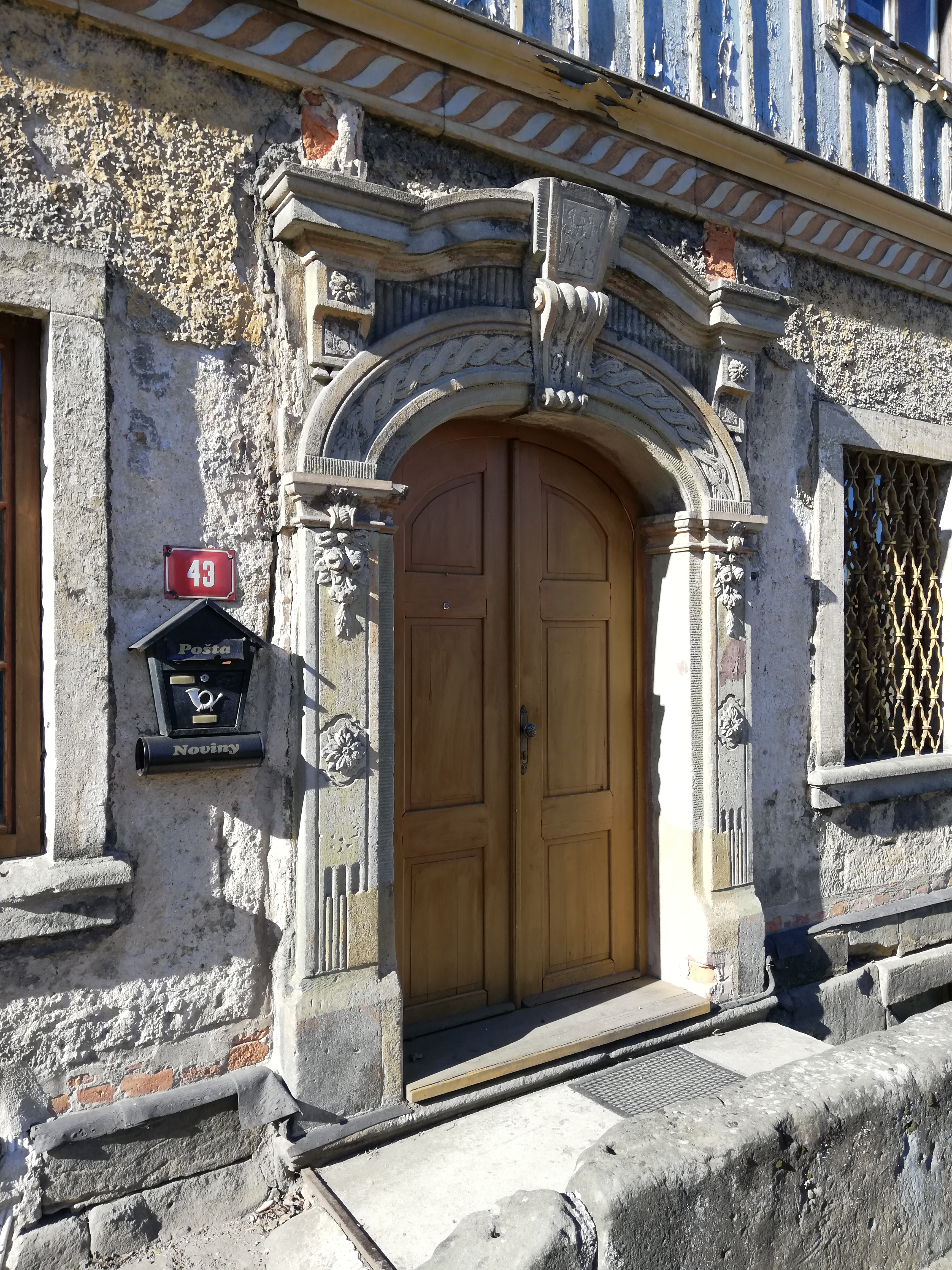
Vchod

K domovním dveřím v přízemí (v podélné stěně objektu orientované do Palackého ulice) stoupá nevysoké dvojramenné schodiště s několika málo schody a s vyzděnou lícní stěnou ve funkci zábradlí. Schodiště směrem do ulice je chráněno z každé strany jedním čtyřhranným nevysokým nárožním kamenem (patníkem) se zaoblenými svislými rohy a oblou „čepicí“ na svém vrcholku. Honosná vnější fasáda domu obsahuje ve 4. okenní ose zleva dvoukřídlé dřevěné domovní dveře, které jsou v přízemí obkrouženy masivním zdobným pískovcovým portálem. Jeho vertikálním základem jsou rostlinnými motivy (květinovým dekorem) ozdobené pilastry (levý a pravý) přerušené asi ve dvou třetinách výšky od podlahy krátkými římsami. Obě tyto římsičky mezi pilastry jsou spojeny masivním půleliptickým obloukem nadpraží. Vnitřek tohoto oblouku je vyplněn ozdobným ornamentem dvou symetricky propletených lodyh. Vchodové dřevěné dveře mají horní hranu tvarovanou do půlelipsy, která zapadá do dolní hrany nadpražního oblouku. Nadpraží je profilované a v jeho nejvyšším bodě se nachází volutový klenák. Nad výše uvedeným portálem se nachází profilovaná nadedveřní římsa se segmentově prohnutou střední částí, kde se nachází horní část klenáku, který původně obsahoval iniciály Johanna Antona Helzela (J. A. H.) a číslo 43; z obou stran nahoře pak byl uveden rok dokončení stavby 1813.

### Další detaily a vnitřek domu
Strana objektu orientovaná na severozápad a zadní chodba domu byly původně pokryty břidlicí. Za domem stávala kůlna, oddělena od hlavního objektu úzkým dvorkem. Kůlna byla později přestavěna a přizpůsobena pro účely obchodu. Tato budova (původně kůlna) lehla popelem při požáru, který založil pyroman Adolf Gruner mladší; dům samotný nepřišel při požáru k úhoně.
Ve zděném přízemí domu byly stropy tvořené valenými klenbami s lunetami a štukovou výzdobou. V dřevěném patře se pak nacházely stropy trámové a táflované. V prvním poschodí domu stály za pozornost (dle popisu Harryho Palmeho): „obzvláště pěkné pokojové dveře s nápadně vysokým prahem.“

## Galerie

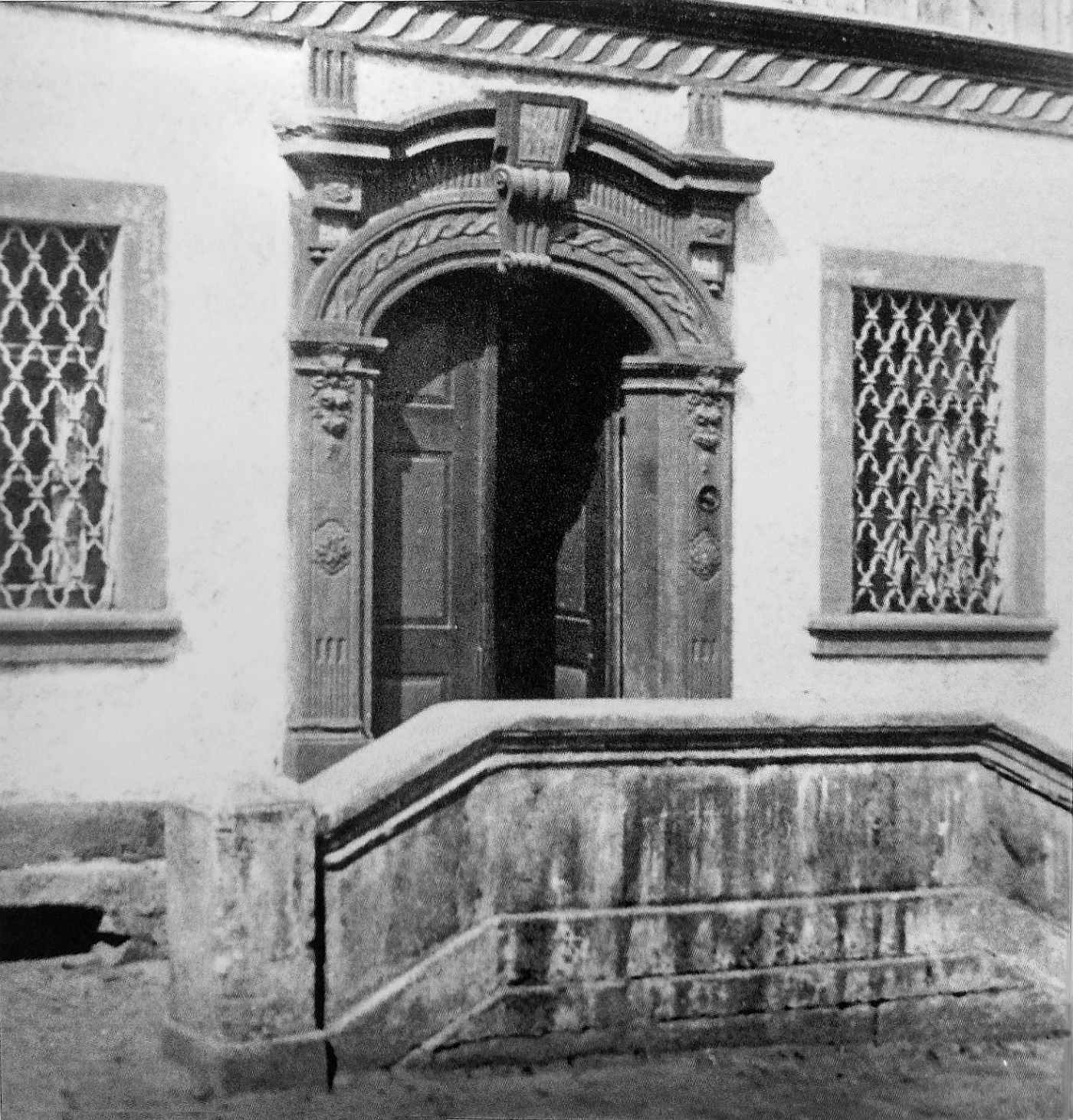
Detail vchodu do domu v roce 1910
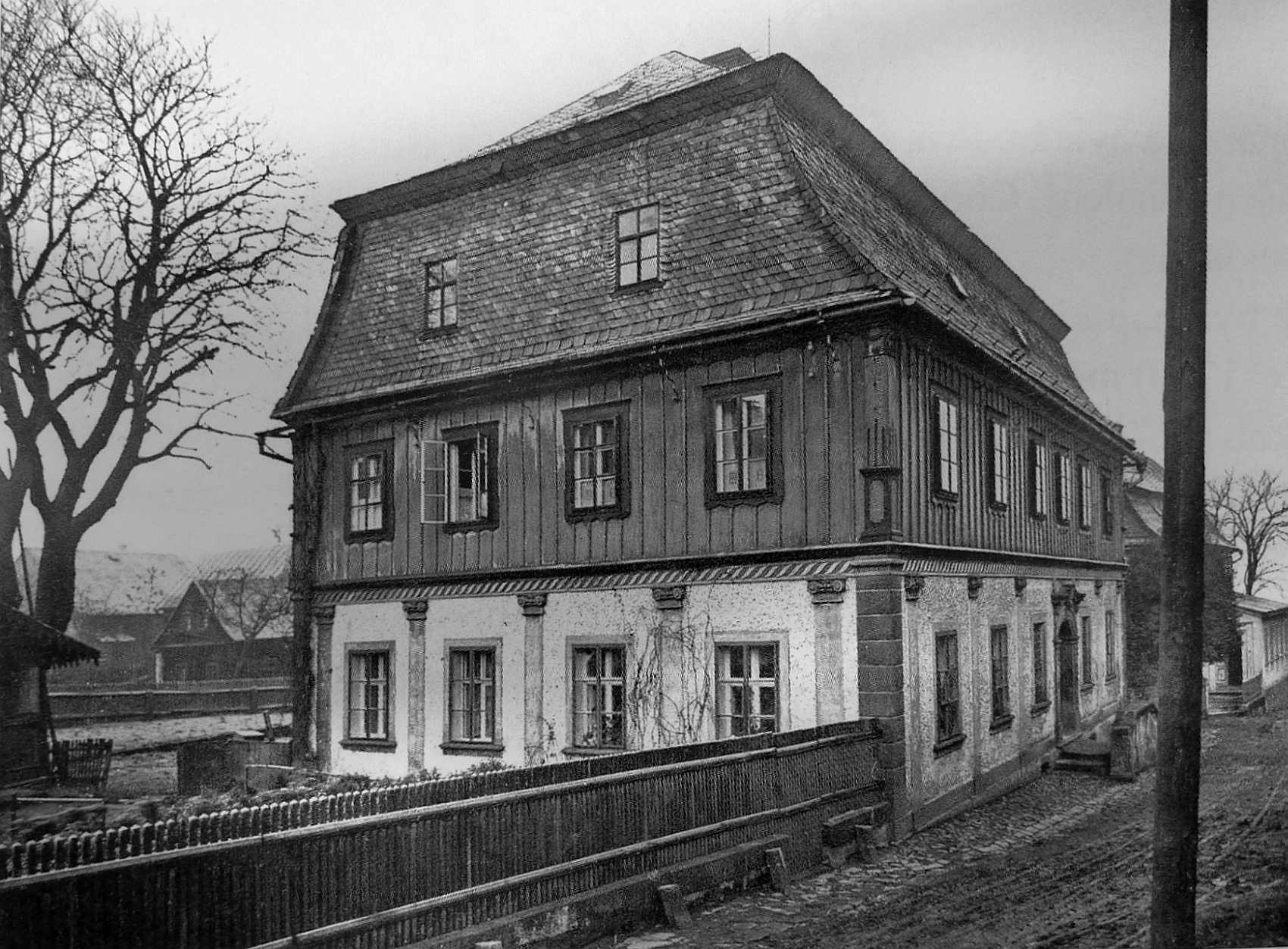
Celkový pohled na dům (rok 1910)
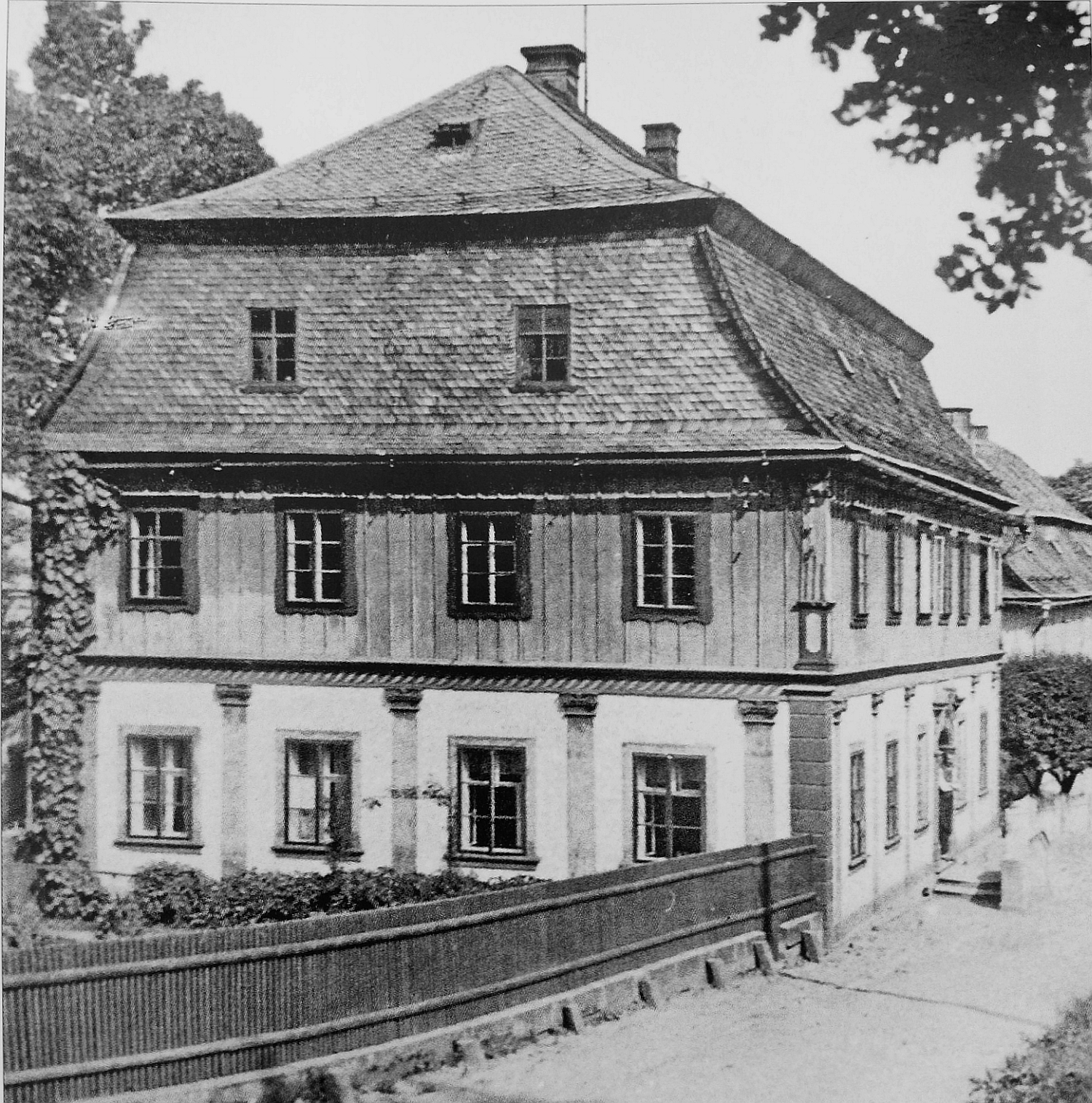
Celkový pohled na dům (rok 1920)
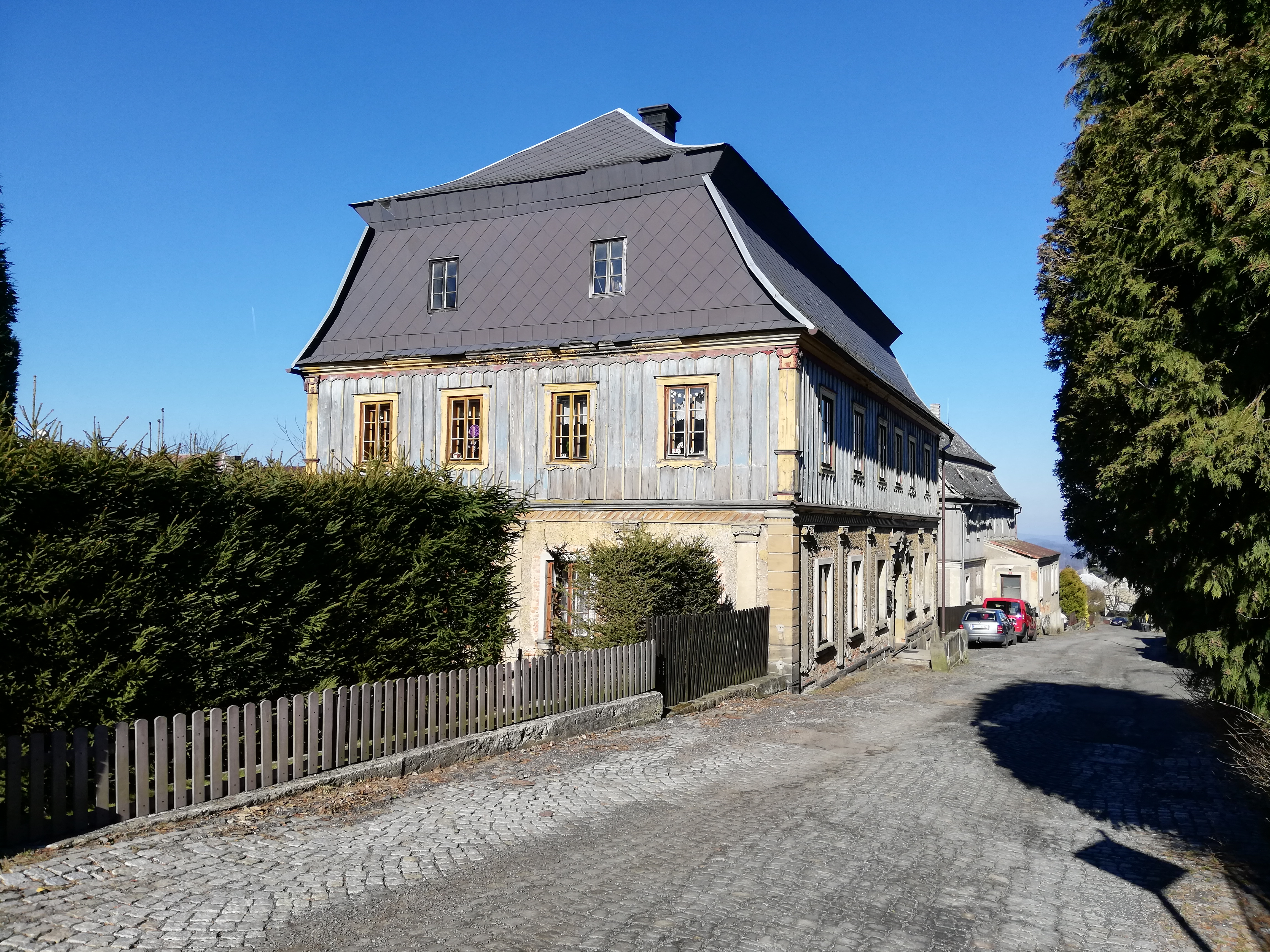
Pohled na objekt z horní části Palackého ulice
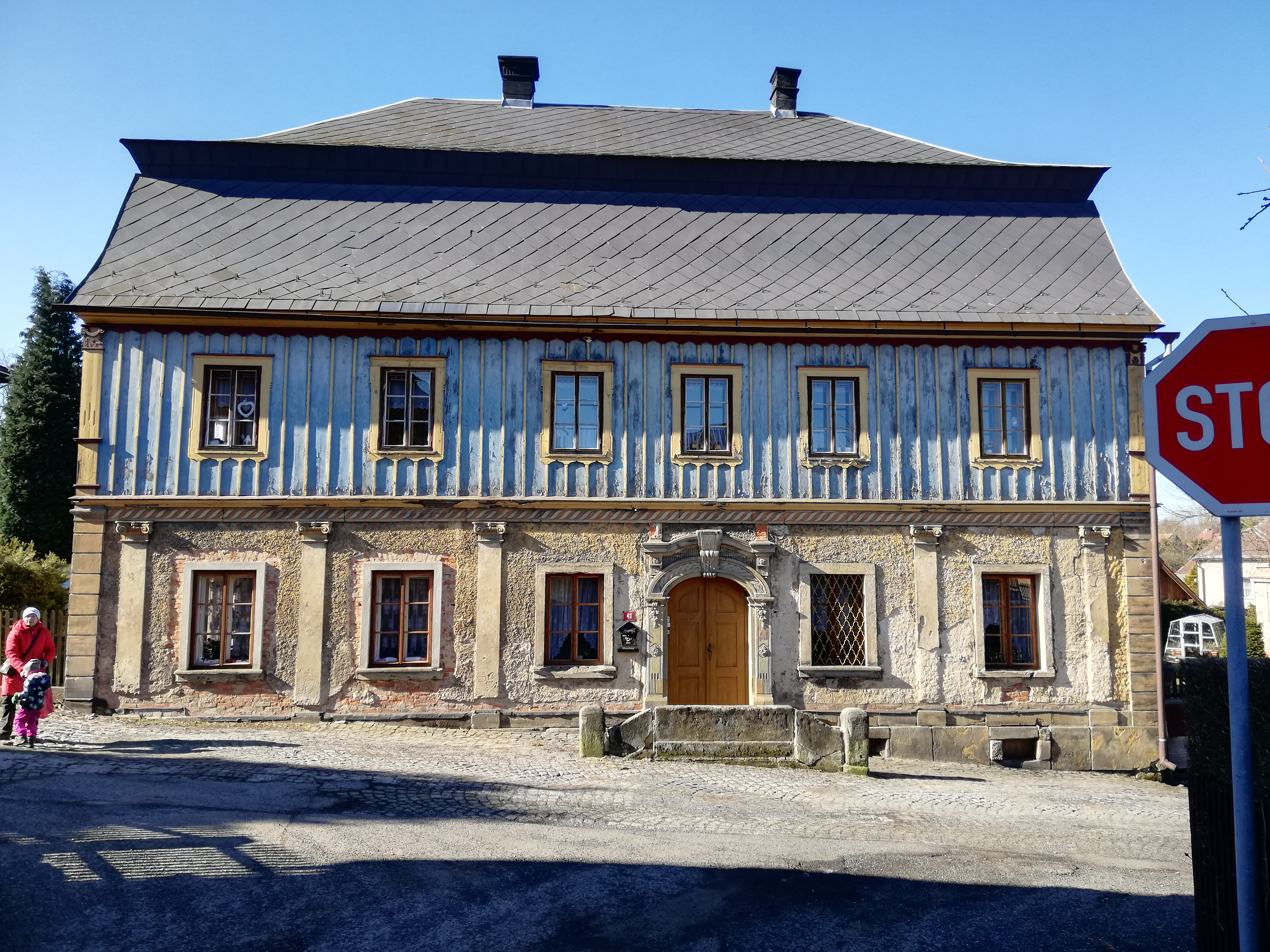
Pohled na dům z Tyršovy ulice